# Stanisław Mąderek
Stanisław Mąderek, Staszek Mąderek (ur. 11 lutego 1970 w Poznaniu) – polski reżyser, scenarzysta, kompozytor i aktor filmowy.

## Życiorys
Aktorstwem zajmował się od dzieciństwa: kierował szkolnym teatrzykiem w szkole podstawowej, a w liceum ogólnokształcącym prowadził kabaret. Usiłował dostać się do Szkoły Teatralnej w Warszawie, lecz karierę aktorską uniemożliwiły mu braki w dykcji.
W 1988 roku rozpoczął pracę w ośrodku regionalnym TVP w Poznaniu. Reżyserował sekwencje fabularne i fabularyzowane w audycjach, reportażach i filmach dokumentalnych jego współpracowników – dziennikarzy. Pod koniec 1992 na zlecenie Telewizji Dzieci i Młodzieży TVP zrealizował bajkę muzyczną pt. Co wiedzą dzieci o krasnoludkach, która była też jego debiutem aktorskim. Często umieszczał się w obsadzie własnych produkcji.
W 1994 roku ukończył z wynikiem bardzo dobrym Zaoczne Wyższe Zawodowe Studium Realizacji Telewizyjnej w PWSFTviT. Założył firmę produkującą m.in. spektakle teatru TV, seriale, filmy dokumentalne, reklamy, teledyski i animacje komputerowe. Sławę przyniósł mu zrealizowany roku 2000 krótkometrażowy film Stars in Black (parodia zwiastuna filmowego), w którym zagrał główną rolę. W lipcu 2006 ruszyła produkcja pełnometrażowego filmu Gwiazdy w czerni. Aktorzy tacy jak Katarzyna Bujakiewicz, Michał Żebrowski, Grażyna Wolszczak zagrali w filmie nie pobierając wynagrodzenia.
Od kilku lat na terenie całego kraju prowadzi liczne prelekcje związane z techniką filmową.